# We'll Never Die
「We’ll Never Die」（ウィル・ネヴァー・ダイ）は、2018年7月28日にソニー・ミュージックアソシエイテッドレコーズからリリースされたSPYAIRの単独野外ライブ「JUST LIKE THIS 2018」での会場限定販売シングルである。

## 概要
前作「THE WORLD IS MINE」に続く2作目となる会場限定シングル。
表題曲「We’ll Never Die」は、7月28日山梨・富士急ハイランドコニファーフォレストにて行われる単独野外ワンマンライブ「JUST LIKE THIS 2018」の公式テーマソングとなっている。また、『ザ・プレミアム・モルツ「The Premium Music」キャンペーンソング』になっており期間限定(6/29～7/1)でストリーミング配信されていた。
カップリングにはDJ和によるSPYAIRライブMIXが収録されている。

## 収録曲
1. We’ll Never Die
  - ザ・プレミアム・モルツ「The Premium Music」キャンペーンソング
  - 単独野外ライブ「JUST LIKE THIS 2018」公式テーマソング
2. JUST LIKE THIS 2017↑↑Non Stop Mix by DJ和
3. We’ll Never Die (inst.)